# Calcarisporiellaceae
Division
Sous-division
Classe
Ordre
Famille
Les Calcarisporiellaceae sont une famille de champignons, qui sont considérés comme les seuls représentants de la division des Calcarisporiellomycota.

## Liste des genres
- genre Calcarisporiella
- genre Echinochlamydosporium